# Фирледеній-Ной
Фирледеній-Ной (рум. Fîrlădenii Noi) — село в Молдові в Каушенському районі. Входить до складу комуни, адміністративним центром якої є село Фирледень. 
| Молдова | Це незавершена стаття з географії Молдови. Ви можете допомогти проєкту, виправивши або дописавши її. |